# Sangay Tenzin
Sangay Tenzin (nacido el 7 de septiembre de 2003) es un deportista butanés que compite en natación. Nacido en Gelephu, Tenzin creció nadando en los ríos de la ciudad y estudió en la Academia Ugyen, nadando en múltiples competiciones. Fue elegido para formar parte del equipo nacional de natación de Bután en 2019. Allí recibió una beca de la FINA para entrenar y residir en Tailandia. Luego hizo su debut internacional en el Campeonato Mundial de Natación de 2019, estableciendo un récord nacional en una competencia posterior.
En los Juegos Olímpicos de Tokio 2020, fue el primer nadador butanés en competir en unos Juegos Olímpicos. Entre otras competiciones, ha competido en tres Campeonatos Mundiales más, los Juegos Asiáticos y los Juegos Olímpicos de París 2024.

## Primeros años de vida y educación
Sangay Tenzin nació el 7 de septiembre de 2003 en Gelephu, Bután. Creció hablando inglés, hindi y nepalí. Tenzin comenzó a nadar en 2009, nadando en ríos de Gelephu. Estudió en la Academia Ugyen y compitió regularmente en competiciones de natación. En 2019, fue seleccionado por el Comité Olímpico de Bután para formar parte del equipo nacional.

## Carrera
Gracias a una beca ofrecida por World Aquatics y la Federación de Natación de Bután, se trasladó a Tailandia y residió en Phuket para entrenarse en el Centro de Entrenamiento de World Aquatics. Allí fue entrenado por el entrenador de natación Miguel López. Luego hizo su debut internacional en el Campeonato Mundial de Natación de 2019 en Gwangju, Corea del Sur. Compitió por primera vez en las eliminatorias de los 100 metros libre masculino el 24 de julio. Nadó en un tiempo de 1:07.28 y quedó último entre los 120 nadadores que compitieron. Volvió a competir en las eliminatorias de los 50 metros libres masculinos dos días después y nadó en un tiempo de 29,49 segundos, situándose en el puesto 125 de los 131 nadadores que compitieron. Después del Campeonato Mundial, estableció un récord nacional en los 50 metros braza masculino en el Campeonato de Grupos de Edad de Tailandia de 2020.
Tenzin fue seleccionado para formar parte del equipo de Bután en los Juegos Olímpicos de Tokio 2020. Sería el primer nadador en competir por Bután en unos Juegos Olímpicos. Compitió en las eliminatorias de los 100 metros estilo libre masculino el 27 de julio de 2021. Terminó la carrera en 57,57 segundos y estableció un nuevo récord nacional en el evento, aunque quedó en el puesto 68 y no logró avanzar a las semifinales. Luego compitió en el Campeonato Mundial de Natación en Piscina Corta de 2021 en los 50 metros estilo libre masculino y los 100 metros estilo libre masculino, aunque no ganó medalla en ninguna de las competiciones.
En el Campeonato Mundial de Natación de 2022, compitió en los 100 metros estilo libre masculino y en los 200 metros estilo libre masculino. Compitió por primera vez en las eliminatorias de este último el 19 de junio, aunque nadó en un tiempo de 2:08.36 y quedó último en la general. Dos días después, compitió en la primera prueba y nadó en un tiempo de 57,69, rompiendo su récord nacional. Volvió a batir el récord nacional en el Campeonato de Tailandia por Grupos de Edad de 2023 con un tiempo de 57,04 segundos. Tenzin también compitió en el Campeonato Mundial de Natación de 2023 en Fukuoka, Japón, y nuevamente no obtuvo medalla en sus eventos.
Compitió en los Juegos Asiáticos de 2022 que se reprogramaron para 2023 en Hangzhou, China. En los 100 metros libres masculinos volvió a batir su récord nacional con un tiempo de 55,94 segundos. Posteriormente rompió el récord en el Campeonato Mundial de Natación de 2024 en Doha, Catar, con un tiempo de 55,42 segundos. Gracias a una plaza de universalidad, una plaza que permite a naciones subrepresentadas competir y a un comité olímpico nacional enviar atletas a pesar de no cumplir los demás criterios de clasificación, Tenzin competiría en sus segundos Juegos Olímpicos. El 30 de julio participó en la primera ronda de las pruebas de los 100 metros libres masculinos. Terminó la carrera en 56,08 segundos, tercero entre siete competidores en su serie y 74.º en la general, sin avanzar más.